# Матей Гика
Матей Гика (молд. Матей Гика; 1728—1756) — господарь Молдавского княжества в 1753—1756 годах. Представитель княжеского рода Гика.

## История
Известен факт, что 9 декабря 1755 года Матей Гика приказал взимать налог с вотчин монастыря святого Саввы, в том числе с Каларашовки, по 100 леев.
Каларашовка — ныне село в Окницком районе Молдавии на берегу Днестра. Была основана в 1622 году каларашами — господарскими служащими в Молдавском княжестве, которые пользовались некоторыми привилегиями, в том числе и налоговыми льготами.
В 1755 году господарь Матей Гика лишил монастырь Святой Пятницы права на владение Кишинёвом и вручил монастырю Галац грамоту, в которой подтвердил теперь уже его право на «торжище Кишинёв, на дома, лавки, погреба…».